# Negro Necro Nekros
Negro Necro Nekros è il primo album del gruppo statunitense Dälek, pubblicato nel 1998.
| Recensione | Giudizio |
| ---------- | -------- |
| AllMusic   | [ 1 ]    |

## Tracce
Musiche di Dälek (tracce 1, 3-5), Joshua Booth (tracce 1 e 4), Oktopus, Timoteo (traccia 2).
1. Swollen Tongue Bums – 3:41
2. Three Rocks Blessed – 7:44
3. Images of.44 Casings – 10:27
4. The Untravelled Road – 4:37
5. Praise Be the Man – 12:00